# Astrid (Schiff)
Die Astrid war eine stählerne niederländische Brigg.

## Geschichte
Die Astrid wurde im Jahre 1918 auf der Schiffswerft „NV Scheepshelling Maatschappij“ in Scheveningen gebaut, aufgrund der kritischen Wirtschaftslage nach dem Ersten Weltkrieg aber erst im Jahr 1921 verkauft. Der Käufer, Nicolaas Muller, stattete das Schiff mit einem zweizylindrigen Deutz-Motor aus und registrierte es als Frachtschoner unter dem Namen Wuta. 1924 versicherte der Germanische Lloyd das Schiff unter dem Rufzeichen QCSF mit einem Leergewicht von 123 Tonnen. 1934 wurde die Wuta zu einem Logger umgetakelt und 1937 an eine schwedische Investorengruppe verkauft, die das Schiff auf den heutigen Namen Astrid umtaufte. In den folgenden Jahren wurde das Schiff hauptsächlich eingesetzt, um Weizen, Gerste und Zuckerrüben über die Ostsee zu transportieren. Im Zweiten Weltkrieg verkehrte die Astrid mit Kohle und Holz zwischen Schweden und Polen.
1957 wurde das Schiff umgebaut, auf dem Achterdeck wurde eine Poop und eine neue Brücke installiert, und der alte Deutz-Motor wurde gegen zwei Volvo-Penta-V-Maschinen ersetzt. Weitere Takelage wurde entfernt, es blieben nur noch das Hauptsegel und die Fock übrig. Sieben Jahre später wurden auch diese letzten Segel entfernt, und die Astrid verwandelte sich mit einem neuen dreizylindrigen Jonkopings-Motor mit 180 PS in einen rein motorbetriebenen Frachter.
Im Jahre 1976 gelangte der Frachter in die Hände zweier Libanesen aus Tripolis. Während dieser Zeit der Schiffsgeschichte ist kaum etwas über den Einsatz der Astrid bekannt, außer dass sie zwischen dem Nahen Osten und Schweden pendelte. Einige Jahre später fand der Engländer John Amos den verlassenen Rumpf des Schiffes im Schlamm des Hamble River im englischen Hampshire. Er nahm sich der aufwändigen Restauration an, aber ihm ging schnell das Geld dafür aus. Damals suchte der ehemalige Marine-Offizier Graham Nelson schon geraume Zeit nach einem hochseetauglichen Schiff, das er für Ausbildungsfahrten mit Jugendlichen verwenden konnte. Nach jahrelangem erfolglosen Suchen auf der ganzen Welt traf er schließlich Amos, dessen Schiff wie maßgeschneidert für Nelsons Ansprüche schien.
Schließlich wurde die Astrid im Jahre 1984 nach Polen geschleppt, wo eine Komplettrestauration vorgenommen wurde. Bob Casson und Mike Wiloughby brauchten vier Jahre, um das Segelwerk des Schiffes wiederherzustellen. Im Oktober 1988 war die Astrid als klassische Brigg mit traditioneller Takelage wiedergeboren und fertig für den ersten Testlauf auf See. Neu getauft von der britischen Königstochter Prinzessin Anne segelte die Astrid die nächsten acht Jahre meist mit jugendlicher Besatzung durch die Nordsee, das Mittelmeer und den Atlantischen Ozean. Unter der Sail-Training-Association-Registriernummer TS 420 nahm das Schiff an mehreren Cutty Sark Tall Ships’ Races teil.
Finanzielle Schwierigkeiten bereiteten dieser Zeit wieder ein Ende. 1996 lag die Astrid brach in St. Vincent, bis eine niederländische Investorengruppe das Schiff kaufte und zurück nach Europa brachte. Die neuen Besitzer brachten den Traditionssegler nach 62 Jahren wieder unter die niederländische Flagge und begannen im Jahr 2000 eine erneute Restaurierung. Das komplette Innenleben, alle technischen Systeme sowie der Antrieb wurden erneuert. Das traditionelle Segelwerk wurde dabei erhalten.
2008/2009 fuhr die Astrid, gemeinsam mit der Johann Smidt, sechs Monate für das Schulprojekt High Seas High School in die Karibik.

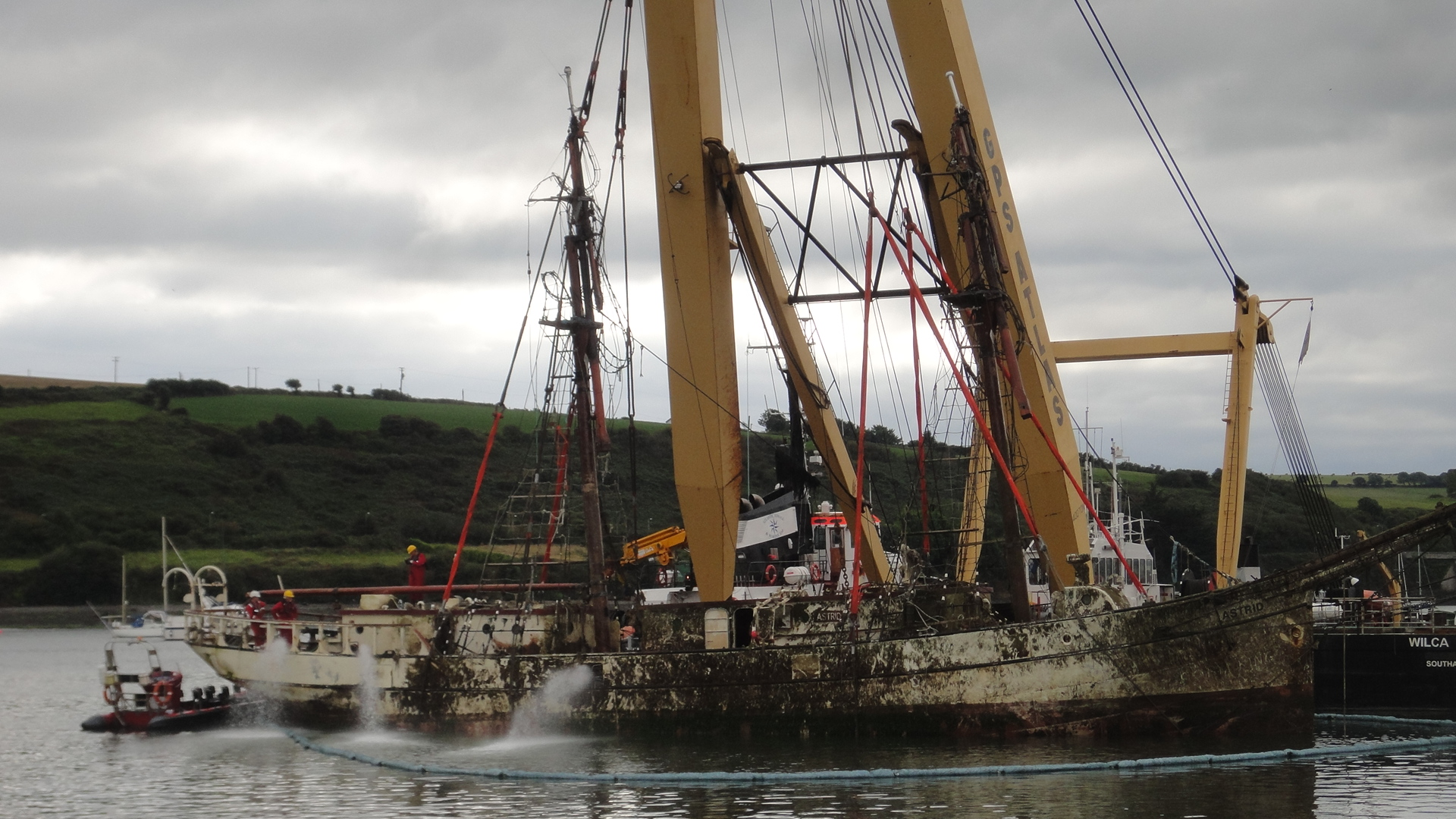
Die Astrid nach Bergung im Hafen von Kinsale

Die Astrid lief am 24. Juli 2013 bei Kinsale an der Südküste Irlands auf die felsige Küste und sank. Die Crosshaven Coast Guard rettete die 30 Besatzungsmitglieder. Das Irische Marine Casualty Investigation Board (MCIB) stellt in seinem Bericht eine unzureichende Passageplanung zu nah an einer Leeküste als Grundursache des Unfalls fest, und Frischwasser in einem Treibstofftank als unmittelbaren Auslöser. Daneben kritisiert es die Zertifizierungspraxis des Eigners und der niederländischen Behörden.
Das Wrack der Astrid wurde im September 2013 geborgen. Aufgrund der starken Schäden, die die Astrid erlitt, hat sich der Eigner dafür entschieden, das Schiff abbrechen zu lassen.